# Noah's Arc (série télévisée)
Pour les articles homonymes, voir Noah's Arc.
Noah's Arc est une série télévisée américaine en 17 épisodes de 23 minutes créée par Patrik-Ian Polk et diffusée entre le 19 octobre 2005 et le 4 octobre 2006 sur Logo.
En France, la série est diffusée depuis le 9 janvier 2007 sur Pink TV. La série est également diffusée en Allemagne sur la chaîne gay Timm TV.

## Synopsis
Les uns sont noirs, les autres hispanophones, ils sont tous beaux, sexy et célibataires, habitent un quartier chic de West Hollywood. Et ils sont tous à la recherche du grand amour...

## Distribution

### Acteurs principaux
- Darryl Stephens : Noah Nicholson
- Rodney Chester : Alex Kirby
- Christian Vincent : Ricky Davis
- Doug Spearman : Chance Counter
- Jensen Atwood : Wade Robinson

### Acteurs récurrents
- Gregory Kieth : Trey Iverson
- Jonathan Julian : Eddie
- Jennia Fredrique : Brandy King
- Dwen Curry : Romeo
- Jeremy Batiste : Raphael
- Jurnee Crapps : Kenya (saison 1)
- Sahara Davis : Kenya (saison 2)
- Wilson Cruz : Dr Junito Vargas
- Benjamin Patterson : Guy
- Keith Hamilton Cobb : Quincy Abraham

## Épisodes

### Première saison (2005)
Épisode 1 - My One Temptation [1/2]:
Noah, un jeune gay romantique, s'est entiché de Wade, un scénariste au sourire ravageur. Le seul hic, c'est que Wade se prétend hétéro! Pendant ce temps, les amis de Noah sont plongés dans leurs aventures sentimentales. Ricky essaye de résister au charme de son nouvel employé, Alex découvre que son petit ami a une vie cybersexuelle frénétique et Chance angoisse à l'idée d'emménager avec un homme et la petite fille de ce dernier.
Épisode 2 - My One Temptation [2/2]:
Après une proposition très osée de Wade, Noah ne sait plus sur quel pied danser et se demande si son ami est vraiment hétéro. Pendant ce temps, Alex trouve une solution pour guérir Trey de son addiction aux sites de rencontres. Ricky continue ses escapades amoureuses et Chance a du mal à quitter son ancien appartement.
Épisode 3 - Don't Mess With My Man:
Noah réunit Wade et ses amis pour un brunch. Mais le repas ne se passe pas aussi bien que prévu et Wade se montre rapidement jaloux de la complicité entre Noah et Ricky. Alors que Trey, le petit copain d'Alex, se découvre une passion pour les sex toys, Chance soupçonne Eddie d'avoir un amant. Ricky tombe des nues quand il se rend compte que Raphael est insensible à son charme.
Épisode 4 - Don't Make Me Over:
Alex surprend tous ses amis lorsqu'il s'inscrit pour un concours amateur de drag queens. Mais il craint que Trey n'apprécie pas de le voir en sosie de Gloria Gaynor. Noah fait enfin connaissance avec les amis hétéros de Wade, mais déchante quand il se rend compte que ce dernier n'est pas au clair avec eux. Ricky fait tout pour se défaire de sa réputation de garçon facile et Chance se remet doucement de sa rupture.
Épisode 5 - Nothin' Going on But the Rent :
C'est bientôt l'anniversaire de Noah et Wade veut organiser une soirée surprise. Mais Noah, qui rencontre des difficultés financières, n'a pas vraiment le cœur à la fête. Il est même obligé de vendre sa voiture pour payer son loyer ! Quelques jours plus tard, Noah se voit proposer un travail qui risque de le mettre en porte à faux avec Wade. Pendant ce temps, Alex décide de s'installer à son compte et Chance prend une mesure radicale pour sauver son couple.
Épisode 6 - Writing to Reach You :
Noah culpabilise car il a l'impression d'avoir volé le job de Wade. Il lui propose alors de travailler ensemble à la réécriture du script. A la clinique d'Alex, Ricky fait la connaissance de Junito, un nouveau médecin au charme ravageur. Chance essaie d'oublier Eddie dans les bras de T-Money. 
Épisode 7 - Love Is a Battlefield :
Noah se voit proposer un nouveau travail et aimerait collaborer avec Wade. Quand Ricky doit passer un test HIV, Junito lui apprend qu'il est lui-même séropositif. Tandis qu'Alex et Trey rencontrent une conseillère conjugale, Chance ne sait pas s'il doit accepter la demande en mariage d'Eddie.
Épisode 8 - I'm with Stupid :
En pleins préparatifs de leur mariage, Chance et Eddie doivent faire face à l'homophobie du Conseil Paroissial. Wade emménage momentanément chez Noah et se montre un peu trop envahissant. Ricky a du mal à se livrer entièrement à sa relation avec Juanito.
Épisode 9 - Got Til It's Gone :
Le jour du mariage de Chance et d'Eddie, Noah tombe nez à nez avec un garçon qu'il a croisé dans une backroom. Il n'en faut pas moins pour exciter la jalousie de Wade. Au même moment, Alex se méprend sur les sentiments de Trey et lui fait une demande qu'il risque de regretter.

### Deuxième saison (2006)
1. Titre français inconnu (Housequake)
2. Titre français inconnu (It Ain't Over Til It's Over)
3. Titre français inconnu (Desperado)
4. Titre français inconnu (Excuses for Bad Behavior)
5. Titre français inconnu (Give It Up)
6. Titre français inconnu (Under Pressure)
7. Titre français inconnu (Baby, Can I Hold You?)
8. Titre français inconnu (Say It Loud...)

## Adaptation cinématographique
Une production filmique prénommée Noah's Arc: Jumping The Broom, tirée de la série télévisée est tournée et sortie au cinéma en 2008.